# 캐서린 맥그레거
캐서린 맥그레거(Dorlee Deane MacGregor, 1925년 1월 12일 ~ 2018년 11월 13일)는 미국의 배우, 무용가이다.
글렌데일에서 태어났으며 우들랜드힐스에서 사망하였다.

## 출연 작품

### 영화
- 트레벌링 엑시큐셔너 (1970년)

### 텔레비전
- 아이언사이드 (1972)
- 초원의 집 - TV 시리즈 (1974-83)